# 蜥蛇鰻
蜥蛇鰻，為輻鰭魚綱鰻鱺目糯鰻亞目蛇鰻科的其中一種，分布於東南大西洋區，從納米比亞至南非海域，棲息深度235-372公尺，體長可達68公分，棲息在底層水域，屬肉食性。

## 擴展閱讀
維基物種上的相關：蜥蛇鰻